# سام لانجفورد
سام لانجفورد (بالإنجليزية: Sam Langford)‏ مواليد 4 مارس 1883 في نوفا سكوشا - الوفاة 12 يناير 1956 في كامبريدج، كان ملاكم كندي سابق صنّف ضمن فئة الوزن الثقيل.

## إحصائيات
خاض خلال مسيرته 256 نزالا، فاز في 178 وتعادل في 40 وخسر في 32. فاز بالضربة القاضية في 128 نزالا.

## روابط خارجية
- سام لانجفورد على موقع بوكس ريك (الإنجليزية) (registration required)